# Stefan Wermelin
Erik Stefan Wermelin, född 1 september 1946, är musikproducent och programledare i Sveriges Radio.

## Verksamhet
Wermelin har arbetat på Sveriges Radio sedan 1968 och har producerat många program, särskilt om rock- och popmusik.
Tillsammans med Staffan Schöier har Wermelin gjort flera radioserier om svensk musik- och nöjeshistoria. Deras samarbete började med programserien Livet är en fest 2000 om svensk pop- och rockmusik från 1960-talet och framåt, och fortsatte 2001 med serien En schlager i Sverige, om äldre populärmusik.
Somrarna 2002 och 2003 gjorde de radioserien The Svenska Ord Story om Hans Alfredson och Tage Danielsson, som därefter resulterade i boken Svenska Ord & Co, för vilken de fick STIM:s skriftställarstipendium 2006. 
Under 2007–2008 sändes en än mer historiskt inriktad radioserie, Svenska nöjen – ett sekel passerar revy, som behandlade Sveriges nöjeshistoria under hela 1900-talet.

## Priser och utmärkelser
- 1998 – Sveriges Radios språkpris
- 2001 – Stora radiopriset
- 2003 – Grammis[4]
- 2005 – Grammisgalans hederspris[5]
- 2006 – Stims skriftställarstipendium[6]
- 2012 – Alf Henrikson-priset[7]